# Ежегодник по философии и феноменологическим исследованиям
Ежегодник по философии и феноменологическим исследованиям (Jahrbuch für Philosophie und phänomenologische Forschung) — периодическое издание, учреждённое Эдмундом Гуссерлем и его учениками в Гёттингене в 1912 году, и выпускающийся вплоть до 1930 года.
Ежегодник имел колоссальное влияние на развитие феноменологического движения в философии на его начальных этапах. Эдмунд Гуссерль, как основоположник школы феноменологии, в 1912 году принимает решение о создании ежегодника, который способствовал распространению и развитию идей феноменологии в философских академических кругах Германии. В состав редакционной коллегии журнала входили Оскар Беккер, Мориц Гайгер, Александр Пфендер, Адольф Райнах и Макс Шелер. Гуссерль оставался главным редактором журнала вплоть до 1930 года. С началом Первой мировой войны многие ученики Гуссерля ушли на фронт, и ряды активистов-феноменологов значительно поредели. Война унесла жизнь одного из самых талантливых учеников Гуссерля и редактора «Ежегодника» Адольфа Райнаха. В 1916 году его место занял Мартин Хайдеггер. На тот момент Гуссерль вступил на должность преподавателя философии во Фрайбургском университете, где «Ежегодник» продолжил свою деятельность.
В первом выпуске журнала печатается первая книга труда «Идей к чистой феноменологии и феноменологической философии» Гуссерля под названием «Общее введение в чистую феноменологию», или так называемые «Идеи I». В этой книге Гуссерль описал основные положения феноменологии, а также публично объявил о своём переходе на позиции трансцендентальной феноменологии.
8 апреля 1926 г. в день рождения Гуссерля Хайдеггер представляет своему учителю рукопись главного труда своей жизни «Бытие и время» с посвящением «Эдмунду Гуссерлю в почитании и дружбе», и уже в феврале 1927 г. в восьмом выпуске «Ежегодника» публикуется «Первая половина» хайдеггеровского трактата. Известно также, что в том же выпуске была опубликована работа Оскара Беккера «Математическое существование. Исследование по логике и онтологии математических феноменов», считающаяся его самой масштабной работой.
После того, как «Ежегодник» Гуссерля перестал выпускаться в 1930 г., такой формат развития феноменологической мысли не стал менее популярным. В 1968 году философ Анна-Тереза Тыменецка издала серию книг под названием «Аналекта Гуссерлиана: Ежегодник по феноменологическим исследованиям» («Analecta Husseliana: The Yearbook of Phenomenological Research»), которая фактически является продолжением «Ежегодника» Гуссерля. Основной темой этих книг так же были феноменология, философия, человек и его образ жизни.
На данный момент в России издаётся подобный «Ежегодник» под руководством центра феноменологической философии РГГУ.